# Naim Nosirov
Naim Nosirov (tadjik : Наим Носиров), né le 28 avril 1986 en RSS du Tadjikistan, aujourd'hui au Tadjikistan, est un joueur de football international tadjik qui évoluait au poste de défenseur.

## Biographie

### Carrière en sélection
Naim Nosirov reçoit 20 sélections en équipe du Tadjikistan entre 2006 et 2010, sans inscrire de but.
Il participe avec cette équipe à l'AFC Challenge Cup en 2006. Le Tadjikistan remporte cette compétition en battant le Sri Lanka en finale.
Il dispute également les éliminatoires du mondial 2010.

## Palmarès
Tadjikistan
- AFC Challenge Cup (1) :
  - Vainqueur : 2006.